# Robert Morris (Unternehmer)

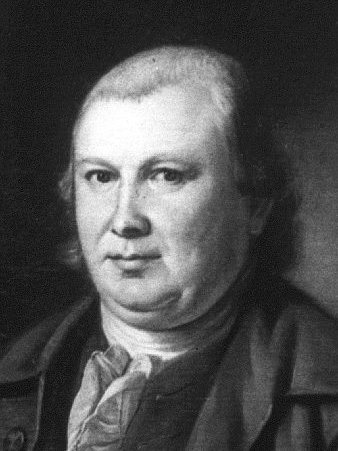
Robert Morris

Robert Morris, Jr. (* 31. Januar 1734 nahe Liverpool, England, Königreich Großbritannien; † 8. Mai 1806 in Philadelphia, Pennsylvania, USA) war ein britisch-US-amerikanischer Unternehmer. Als Unterzeichner der Unabhängigkeitserklärung ist er einer der Gründerväter der Vereinigten Staaten. Er wird wegen seiner Rolle bei der Absicherung der Finanzen der amerikanisch-kolonialen Seite im Amerikanischen Unabhängigkeitskrieg auch als „Finanzier der Revolution“ bezeichnet.

## Kindheit und Jugend
Im Alter von 13 Jahren zog Morris mit seinem Vater, dem Tabakexporteur Robert Morris, nach Oxford in Maryland. Er besuchte die Schule in Philadelphia, lernte aber wenig. Sein Vater starb 1750, Morris war gerade 15 Jahre alt, durch eine Verletzung durch die Füllung einer Schiffskanone, die ihm zu Ehren abgefeuert worden war.
Mit 16 wurde Morris Lehrling in einer Firma aus dem Versand- und Bankgewerbe des wohlhabenden Philadelphiaer Händlers Charles Willing. Nach Willings Tod vier Jahre später wurde der 20-jährige Morris Partner von dessen Sohn Thomas Willing. Die Partnerschaft von Willing, Morris und Company hielt (später unter verschiedenen anderen Namen) bis 1793. Das Geschäft der Firma war Import, Export und Bankgeschäfte und machte sie zu einer der florierendsten in Pennsylvania. So wurde Morris sowohl wohlhabend als auch einflussreich in Philadelphia.

## Öffentliche Karriere

### Vor dem Amerikanischen Unabhängigkeitskrieg
Das Stempelgesetz von 1765/66 betraf Morris’ Geschäfte wegen dessen Abhängigkeit von Importen. 1775 begann Morris seine öffentliche Karriere mit der Mitarbeit in einem lokalen Komitee, das den Protest gegen das Stempelgesetz organisierte. Obwohl er den Briten gegenüber loyal blieb, glaubte er, dass die neuen Gesetze eine Besteuerung ohne den Gegenwert eines Mitspracherechtes etablierten und die Rechte der Kolonisten als britische Bürger verletzten.
Vor der Amerikanischen Unabhängigkeitsbewegung kontrollierten die Briten den Hafen von Philadelphia. Die Britische Krone wollte den Sklavenhandel beleben und die Freunde des Königs reicher machen. Zur selben Zeit, während des Siebenjährigen Krieges, war die Hilfe durch Lohnarbeiter nicht verfügbar, weil diese Personen zum Kämpfen in Europa verpflichtet worden waren. Morris war Juniorpartner bei Willing, Morris & Co., als sie eines ihrer Schiffe zu einer Sklavenhandelsmission aus sandten. Sie hatten nicht genug Fracht, um profitabel zu sein und bei einer zweiten Reise wurde ihr Schiff von Franzosen gekapert. Sie verloren Geld bei ihren Geschäften. Später unterstützten beide die Importverbotsvereinbarungen, die das Ende das Sklavenhandels nach Philadelphia markierten. Zu der Zeit versuchte Morris den Sklavenhandel zu besteuern und eine Kopfsteuer auf jeden Sklaven zu erheben, die durch den Sklavenbesitzer zu entrichten sei. Diese Bemühungen schätzten die Südstaatler überhaupt nicht, die im weiteren versuchten, alle seine Bemühungen zu bekämpfen.
Morris wurde für die Zeit von 1775 bis 1776 in das Sicherheitskomitee, das Korrespondenzkomitee, die Provinzialversammlung und für die Zeit 1776–1778 in die Legislative von Pennsylvania gewählt. Von 1775 bis 1778 war er gewählter Vertreter von Pennsylvania im Zweiten Kontinentalkongress. 1775 beauftragte der Kontinentalkongress Morris’ Firma mit dem Import von Waffen und Munition. Morris wurde Vorsitzender des Geheimkomitees, wo er ein Jahr vor der Unabhängigkeitserklärung ein System zum Schmuggel von Kriegsausrüstung aus Frankreich erdachte. Zusammen mit John Adams arbeitete er in dem Komitee, das den Modellvertrag schrieb. In den Modellvertrag floss Morris’ fester Glaube an den freien Handel ein. Er war ein Nebenprodukt seines Handelssystems und diente als Basis für den Vertrag mit Frankreich. Er arbeitete in den Marine- und Schifffahrtskomitees und verkaufte sein bestes Schiff, „The Black Prince“, an den Kontinentalkongress. Es wurde in „The Alfred“ umgetauft und wurde das erste Schiff der Kontinentalen Kriegsmarine. Ein Kapitän, der für Morris’ Firma segelte, wurde Kapitän der Alfred: John Barry.
Morris benutzte sein extensives internationales Handelsnetzwerk als Spionagenetzwerk und sammelte geheime Informationen über britische Truppenbewegungen. Einer seiner Spione sandte Informationen, die es den Amerikanern erlaubten, Fort Moultrie bei Charleston zu halten.
Am 1. Juli 1776 stimmte Morris gegen die Unabhängigkeitserklärung und enthielt sich der Stimme, als das Dokument am 4. Juli 1776 angenommen wurde. Am 2. August desselben Jahres jedoch unterzeichnete Morris die Erklärung.

### Während des Krieges
Während des Unabhängigkeitskrieges, im Dezember 1776, blieb Morris in Philadelphia, als der Rest des Kongresses nach Baltimore floh. Er fädelte die Leihe von 10.000 $ ein, um George Washingtons Truppen zu bezahlen. Dies half, die Armee kurz in der Schlacht von Trenton und in der Schlacht von Princeton zusammenzuhalten. Im März 1778 unterzeichnete Morris als Repräsentant Pennsylvanias die Konföderationsartikel.
Morris’ großer Reichtum nahm dank Kaperschiffen zu, die während des Krieges die Fracht englischer Schiffe beschlagnahmten. Morris besaß viele Kaperschiffe und half zudem, die englische Beute, die im Hafen ankam, zu Geld zu machen.
Bald nach seiner Arbeit im Kongress arbeitete Morris zwei Amtsperioden, von 1778 bis 1781 in der gesetzgebenden Versammlung. Während er im Parlament Pennsylvanias saß, arbeitete Morris daran, Sicherheiten und Überprüfungen in die Staatsverfassung einzubauen und die religiösen Untersuchungsrechte abzuschaffen. Zu dieser Zeit kritisierten Thomas Paine, Henry Laurens und andere ihn und seine Firma wegen angeblicher Kriegsbereicherung. Ein Kongresskomitee sprach Morris und seine Firma in Sachen unlauterer Finanztransaktionen 1779 frei, aber sein Ruf war seit diesem Vorgang beschädigt.
Morris schloss sich der Händlerassoziation an, die den Truppen Kriegsmaterialien bereitstellte, als der Staat es versäumte, zu handeln. Pennsylvania ging 1780 bankrott, weil der Staat die Märkte und die sich selbst aufgebürdeten Embargos nicht kontrolliert hatte. Letztendlich berief der Staat Morris, um die Wirtschaft wiederherzustellen. Er tat dies, indem er die Häfen für den Handel öffnete und dem Markt erlaubte, den Wert der Währung zu bestimmen.
In einer einstimmigen Abstimmung ernannte der Kongress Morris zum Superintendent für Finanzen der Vereinigten Staaten für die Jahre 1781 bis 1784. Als Morris sein Amt antrat, befanden sich die USA in einer Krise. Die Briten kontrollierten die Küstenlinie von See aus, ebenso zwei wichtige Städte und die westliche Grenze. Die Staatskasse hatte 2,5 Millionen Dollar Schulden und die öffentlichen Kredite waren kollabiert. Der Kongress gab deswegen Morris große Macht und erlaubte ihm, seine einträglichen privaten Unternehmungen fortzusetzen, während er sein öffentliches Amt bekleidete.
Drei Tage nachdem er Superintendent für Finanzen geworden war, empfahl Morris die Einrichtung einer Nationalbank. Das führte zu der Gründung der ersten Finanzinstitution durch die Vereinigten Staaten, der Bank of North America 1781. Die Bank wurde zum Teil auf einem signifikanten Darlehen gegründet, das Morris 1781 von Frankreich erlangen konnte. Die anfängliche Rolle der Bank war es, den Krieg gegen Großbritannien zu finanzieren.
Als Superintendent für Finanzen leitete Morris mehrere Reformen ein, einschließlich der Reduzierung der Zivilliste, einer signifikanten Beschränkung der staatlichen Ausgaben durch die Einführung von konkurrierenden Angeboten für Verträge, der Straffung von Buchhaltungsprozeduren und der Verpflichtung der Staaten zur vollständigen Bereitstellung von Unterstützung (Geld und Nachschub) an die Föderationsregierung.
Morris organisierte 1779 sowie von 1781 bis 1783 den Nachschub für die Armee von Nathanael Greene. Er nahm eine aktive Rolle dabei ein, George Washington von New York nach Yorktown zu holen. Er agierte als Quartiermeister für diese Reise und lieferte 1.400.000 US-Dollar aus eigener Tasche, um die Armee zu bewegen. Er war auch Agent der Marine und koordinierte das Zusammenwirken mit der Französischen Marine, um Washingtons Armee zur Schlacht von Yorktown zu holen. Nach Yorktown notierte Morris, dass der Krieg sich von einem Krieg der Kugeln zu einem Krieg der Finanzen gewandelt hätte.
Mitunter nahm er Kredite bei Freunden auf und riskierte seine persönliche Zahlungsfähigkeit mit dem Herausgeben von Schuldscheinen mit seiner Unterschrift, um Waren wie zum Beispiel militärischen Nachschub zu kaufen. Morris’ Einsatz seines persönlichen Vermögens gefährdete seine eigene geschäftliche Existenz. Morris behauptete später, dass er, obwohl er während des Krieges über 150 Schiffe verloren hatte, am Ende „ungefähr ausgeglichen“ da stand.
Während er Superintendent war, wurde Morris von seinem Freund und Assistenten (und nicht mit ihm verwandten) Gouverneur Morris unterstützt. Er schlug in dem Dokument „Über Öffentlichen Kredit“ („On Public Credit“) ein nationales ökonomisches System vor. Dieses diente als Grundlage für Alexander Hamiltons Plan, der unter gleichem Namen viel später vorgeschlagen wurde.
Am 5. Januar 1782 entwarf Morris ein Dokument, das später dem Kontinentalkongress eingereicht wurde und die Einrichtung einer nationalen Münzprägeanstalt und eines dezimalen Münzsystems vorschlug. Trotzdem wurde die Münzprägeanstalt der Vereinigten Staaten erst 1792 nach weiteren Vorschlägen von Alexander Hamilton eingerichtet.

### Weitere politische Karriere
Morris wurde in den Verfassungskongress von 1787 gewählt. Er arrangierte, dass Gouverneur Morris und James Wilson in das Komitee geholt wurden. Beide argumentierten während des Kongresses lautstark für das Verbot der Sklaverei. Seine einzige signifikante Tat in dieser Körperschaft war die Nominierung seines Freundes George Washington als deren Präsident.
Washington ernannte Morris 1789 zum Finanzminister, aber Morris lehnte ab, und schlug an seiner Stelle Alexander Hamilton vor. Er amtierte von 1789 bis 1795 als Senator der Vereinigten Staaten. Als Senator unterstützte er im Allgemeinen die Föderalistische Partei und unterstützte Alexander Hamiltons ökonomische Vorschläge.

## Persönliches
Am 2. März 1769 heiratete er im Alter von 35 Jahren die 20-jährige Mary White. Sie hatten zusammen fünf Söhne und zwei Töchter. Morris war Anhänger der Episcopal Church in the USA.

## Weiteres Leben
Morris gründete mehrere Kanalbaufirmen, eine Dampfmaschinenfirma und startete einen Heißluftballon von seinem Garten in der Market Street. Er besaß das erste Eisenwalzwerk in Amerika. Sein Eishaus lieferte die Vorlage für das, das George Washington bei Mount Vernon errichtete. Er unterstützte das neue Chestnut Street Theater, gründete die Gartenbaugesellschaft und besaß ein Gewächshaus mit Zitronenbäumen.
Er kaufte den Hauptteil des westlichen New York City. Sein Sohn Thomas Morris begründete den Frieden mit den Six Nations, die während des Unabhängigkeitskrieges auf Seiten der Briten gewesen waren. Dann verkaufte Morris den größten Teil des Gebietes an die Holland Land Company. 1794 begann er mit der Errichtung einer Villa in der Chestnut Street in Philadelphia nach Entwürfen von Pierre L’Enfant.

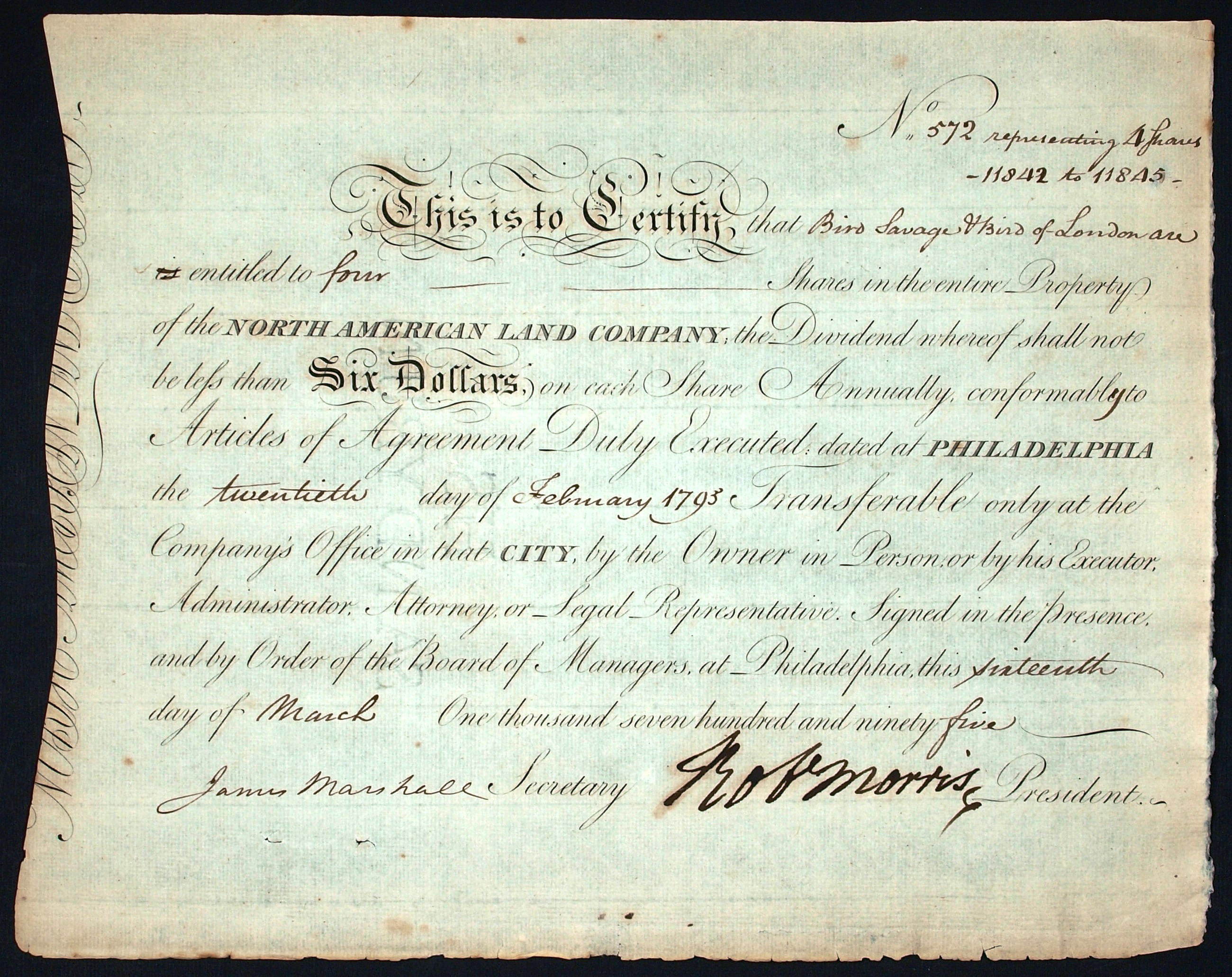
Aktie der North American Land Company vom 16. März 1795 mit Unterschrift von Robert Morris

Morris war später tief in erfolglose Landspekulationen mit Investitionen im District of Columbia verstrickt und kaufte über 6.000.000 Acres (24.000 km²) im ländlichen Süden. Zur Finanzierung des erworbenen Landes gründete er mit seinen Partnern James Greenleaf und John Nicholson die North American Land Company. Ein erwartetes Darlehen aus Holland kam nie zustande, weil Napoléon Bonaparte Holland überfiel. Die Napoleonischen Kriege ruinierten den Markt für amerikanisches Land, und Morris’ Firma kollabierte.
Obwohl er sich vor den Kreditgebern verstecken wollte, indem er sich in The Hills verbarg, seinem Landsitz am Schuylkill River in Philadelphia, wurde er festgenommen und im Prune Street Gefängnis in Philadelphia vom Februar 1798 bis zum August 1801 in Schuldnerhaft gesteckt. Seine unvollendete Villa wurde als „Morris’ Torheit“ bekannt. Marmor aus diesem Haus wurde von Benjamin Latrobe gekauft und schmückt Gebäude und Monumente von Rhode Island bis Charlestown in South Carolina.
Morris’ finanzielle Fehler beeinträchtigten die Geschäfte von vielen anderen prominenten Föderalisten, die in sein Wagnisunternehmen investiert hatten (zum Beispiel Henry Lee). Demagogen unter Morris’ politischen Gegnern benutzten seinen Bankrott und in Pennsylvania politische Macht zu erlangen. Gouverneur Thomas McKean wurde gewählt und verfeinerte die Kunst der politischen Patronage in Amerika. McKeans Partei suchte die Mitglieder aus Pennsylvania für das Wahlgremium für die Wahl von 1800 aus und half so Thomas Jefferson, Präsident zu werden.
Der Kongress verabschiedete die Bankrottgesetze zum Teil deswegen, um Morris aus dem Gefängnis zu holen. Nach seiner Freilassung und wegen seiner schwachen Gesundheit verbrachte Morris den Rest seines Lebens im Ruhestand. Er wurde von seiner Frau unterstützt, die ihm während des ganzen unglücklichen Zeit beigestanden hatte. Morris starb am 6. Mai 1806 in Philadelphia und wurde in der Familiengruft in Christ Church von seinem Schwager William White, Bischof von Pennsylvania beigesetzt.

## Nachlass

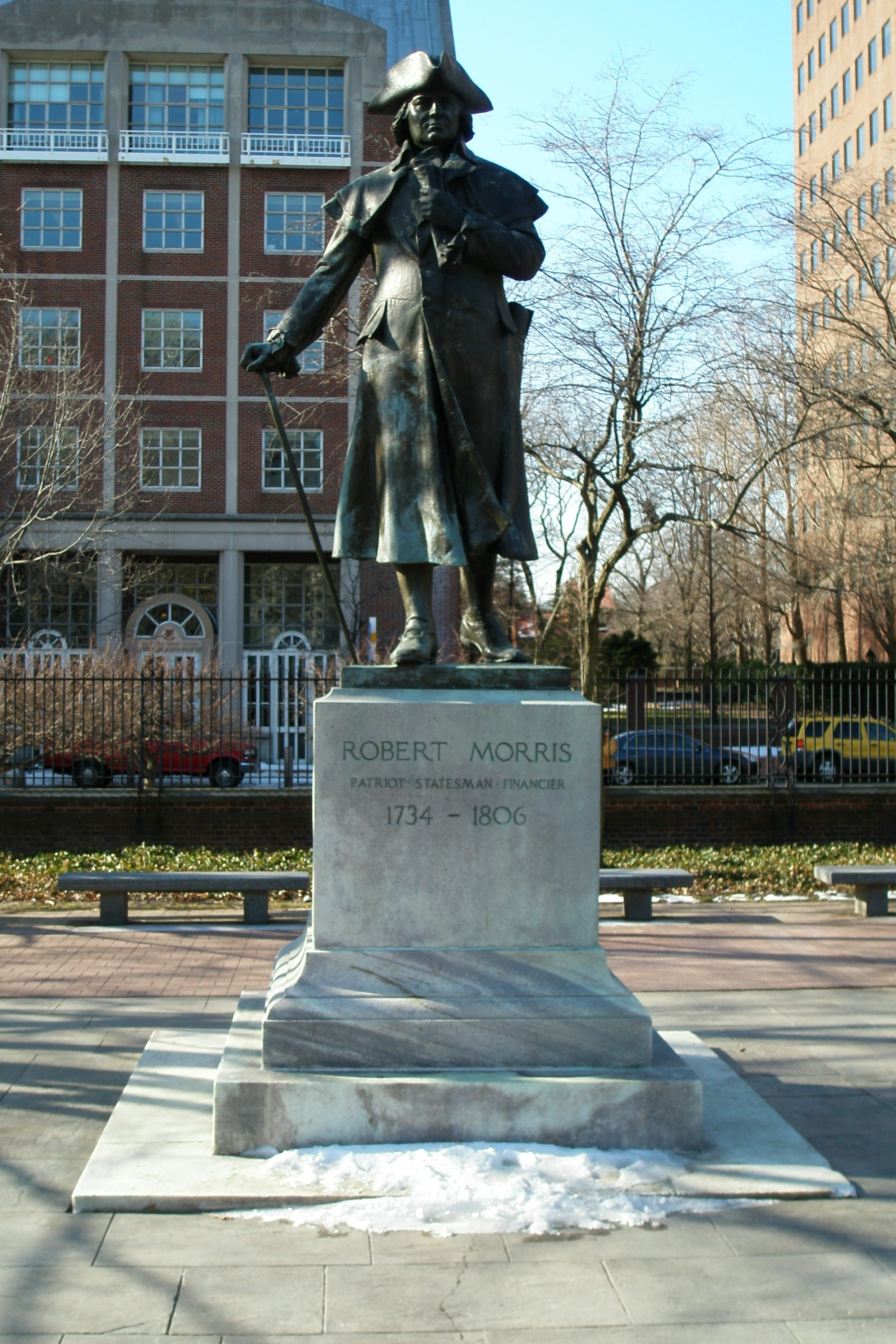
Independence National Historical Park

Morris Porträt erschien von 1862 bis 1863 auf den 1.000 US-Dollar-Banknoten und von 1878 bis 1880 auf den Silver Certificates. Zusammen mit Alexander Hamilton und Albert Gallatin wird Morris als einer der wichtigsten Begründer des Finanzsystems der USA angesehen. Morris und Roger Sherman waren die einzigen zwei Menschen, die alle drei der wichtigsten Gründungsdokumente der USA unterschrieben, die Unabhängigkeitserklärung, die Konföderationsartikel und die US-Verfassung.
Zusammen mit Oliver Pollock soll Morris auch eine Rolle bei der Entwicklung des Dollarzeichens („$“) gespielt haben.
Einrichtungen, die zu Ehren von Morris benannt wurden:
- Robert Morris College
- Robert Morris University
- Robert Morris Elementary School, Batavia
- Mount Morris (New York) mit einem großen Überschwemmungskontrolldamm am Genesee River
- Einige Schiffe der United States Navy heißen USS Morris
- Die Kleinstadt Morrisville (Pennsylvania) mit einer Morris Statue auf dem Stadtplatz
- Das Robert Morris Inn in Oxford (Maryland)